# Barrow, Northumberland
Barrow var en civil parish 1866–1955 när det uppgick i Alwinton, i grevskapet Northumberland i England. Civil parish var belägen 15 km från Rothbury och hade 8 invånare år 1951.